# 于同隐
于同隐（1917年9月6日—2017年2月6日），中华人民共和国化学家。

## 生平
1917年出生于江苏无锡。1938年毕业于浙江大学。1951年获美国密歇根大学博士。回国后历任浙江大学教授，复旦大学高分子研究所副所长、材料科学研究所所长，《化学世界》副主编。
2017年2月6日10时56分，在上海仁济医院浦东分院逝世，享年99岁。

## 著作
著有《高聚物的弹性》、《配位聚合》、《高分子粘弹性》等。